# トゥヤーの結婚
『トゥヤーの結婚』（図雅的婚事）は、王全安（ワン・チュアンアン）監督による2006年の中国映画である。

## ストーリー
内モンゴルの荒野に住むトゥヤーはあるとき夫が事故で下半身不随となってしまい、幼い子供たちを育てるために再婚を余儀なくされた。だが夫を見捨てたくない彼女は彼を含める家族全員を養えるという条件を満たす相手を探す。

## 評価
2007年2月に第57回ベルリン国際映画祭のコンペティション部門で上映され、金熊賞を受賞した。

## 批評家の反応
Rotten Tomatoesでは36件の批評家レビューで支持率は89%となった。Metacriticでは13のレビューで加重平均値は71/100となった。